# Cleora hermaea
Cleora hermaea là một loài bướm đêm trong họ Geometridae.